# Microeurydemus
Microeurydemus is een geslacht van kevers uit de familie bladkevers (Chrysomelidae).
De wetenschappelijke naam van het geslacht werd in 1938 gepubliceerd door Maurice Pic.

## Soorten
- Microeurydemus wraniki Lopatin in Lopatin & Konstantinov, 1994